# Timothy Broglio
Timothy Paul Andrew Broglio (ur. 22 grudnia 1951 w Cleveland Heights w stanie Ohio) – amerykański duchowny katolicki, arcybiskup Archidiecezji Wojskowej Stanów Zjednoczonych Ameryki od 2008, od 2022 przewodniczący Konferencji Episkopatu USA.

## Życiorys
19 maja 1977 otrzymał święcenia kapłańskie z rąk kard. Sergio Pignedoli i został inkardynowany do diecezji Cleveland. Przez dwa lata pracował jako wikariusz parafialny, zaś w 1979 rozpoczął przygotowanie do służby dyplomatycznej na Papieskiej Akademii Kościelnej. Uzyskał doktorat z prawa kanonicznego na Papieskim Uniwersytecie Gregoriańskim. W 1983 rozpoczął pracę w nuncjaturze na Wybrzeżu Kości Słoniowej, a następnie był pracownikiem paragwajskiej nuncjatury oraz watykańskiego Sekretariatu Stanu.
27 lutego 2001 został mianowany przez Jana Pawła II nuncjuszem apostolskim w Dominikanie oraz arcybiskupem tytularnym Amiternum. 
Sakry biskupiej 19 marca 2001 r. udzielił mu w Rzymie papież Jan Paweł II.
19 listopada 2007 papież Benedykt XVI mianował go ordynariuszem Archidiecezji Wojskowej Stanów Zjednoczonych Ameryki. Ingres odbył się 25 stycznia 2008.
15 listopada 2022 został wybrany na przewodniczącego Konferencji Episkopatu USA.